# Communauté de communes Loire Layon Aubance
La communauté de communes Loire Layon Aubance est une communauté de communes française située dans le département de Maine-et-Loire et la région Pays de la Loire.
L'intercommunalité rassemble dix-neuf communes.

## Historique
La communauté de communes Loire Layon Aubance est créée le 1er janvier 2017, par fusion des communautés de communes des Coteaux du Layon, de Loire Aubance et de Loire-Layon, telle que l'avait envisagée le schéma départemental de coopération intercommunale de Maine-et-Loire, approuvé le 22 janvier 2016 par la commission départementale de coopération intercommunale.
Elle succède également au Pays de Loire en Layon, constitué des communautés de communes des Coteaux du Layon et de Loire-Layon et qui incluait également la communauté de communes du Vihiersois-Haut-Layon jusqu'au 1er janvier 2016.
Le 1er janvier 2017, les communes de Chavagnes, Martigné-Briand et Notre-Dame-d'Allençon fusionnent pour constituer la commune nouvelle de Terranjou.

## Territoire communautaire

### Géographie
Située au centre  du département de Maine-et-Loire, la communauté de communes Loire Layon Aubance regroupe 19 communes et présente une superficie de 607,1 km2.

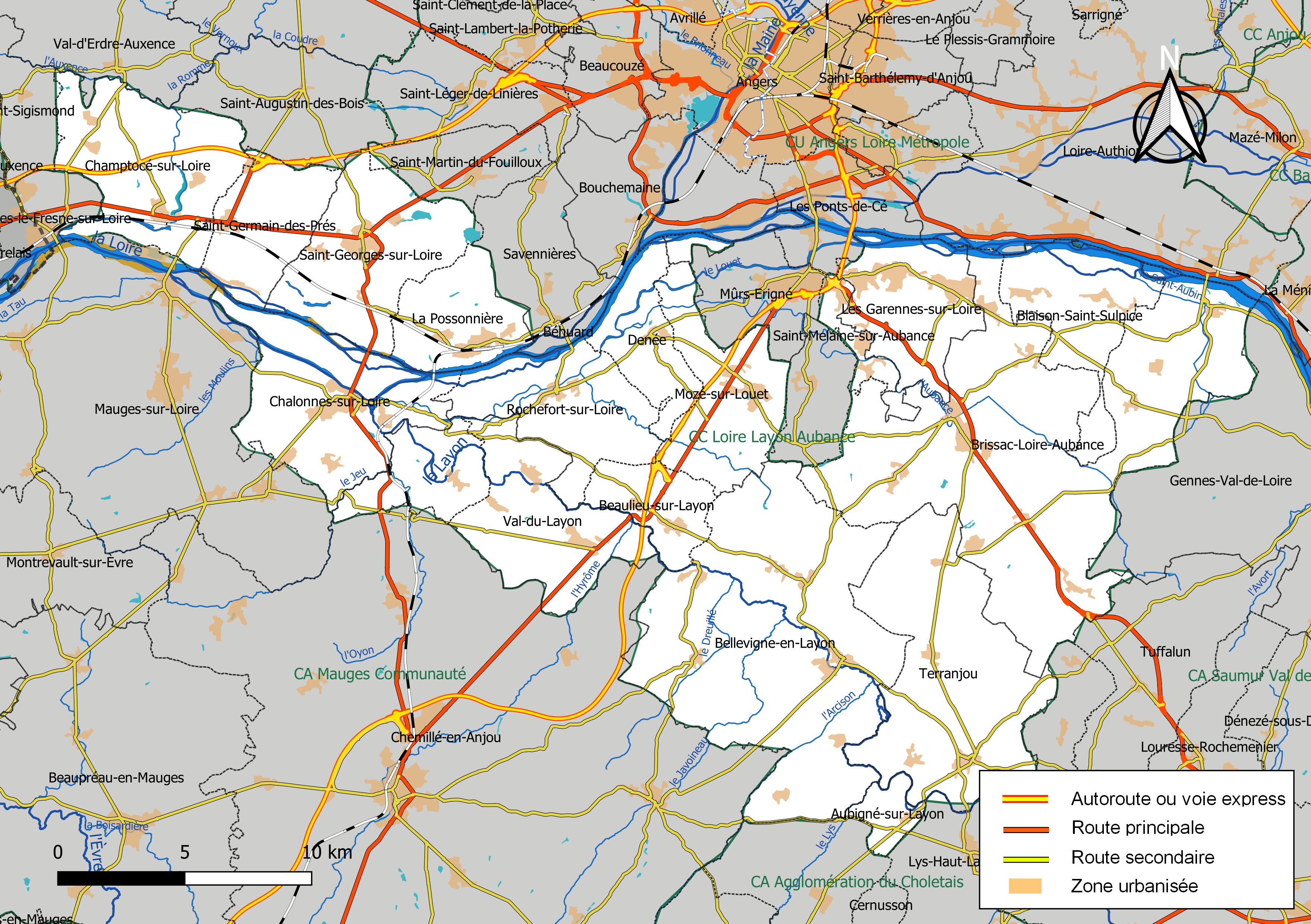
Carte de la communauté de communes Loire Layon Aubance au 1er janvier 2019.

### Composition

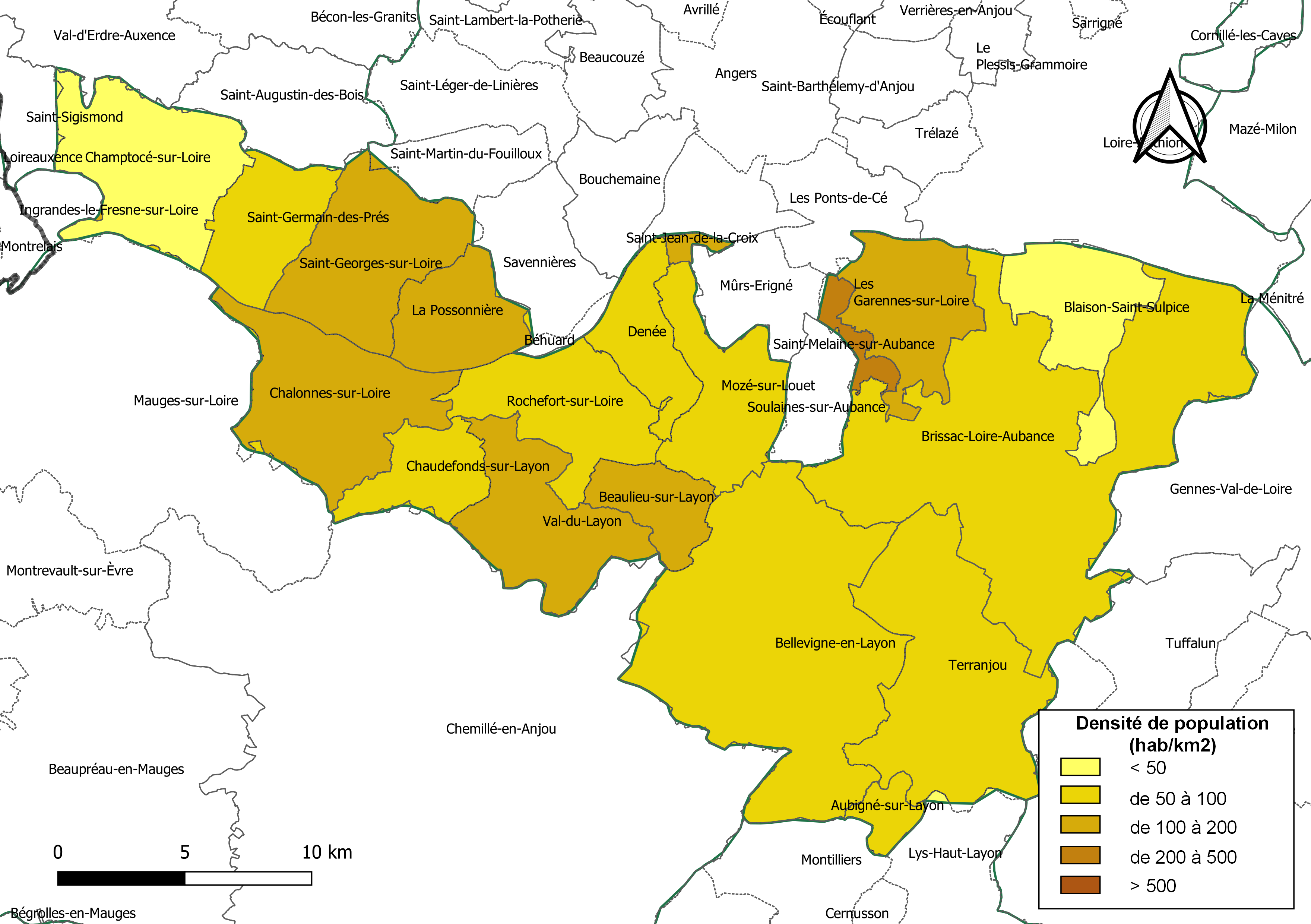
Carte des densités de population (millésimée 2016) des communes de la communauté de communes Loire Layon Aubance. Composition en communes au 1er janvier 2019.

La communauté de communes est composée des 19 communes suivantes :

| Nom                             | Code Insee | Gentilé         | Superficie (km2) | Population (dernière pop. légale) | Densité (hab./km2) |
| ------------------------------- | ---------- | --------------- | ---------------- | --------------------------------- | ------------------ |
| Saint-Georges-sur-Loire (siège) | 49283      | Saint-Georgeois | 33,36            | 3 787 (2022)                      | 114                |
| Aubigné-sur-Layon               | 49012      | Aubignois       | 5,32             | 349 (2022)                        | 66                 |
| Beaulieu-sur-Layon              | 49022      | Belloquois      | 12,78            | 1 346 (2022)                      | 105                |
| Bellevigne-en-Layon             | 49345      |                 | 94,37            | 5 874 (2022)                      | 62                 |
| Blaison-Saint-Sulpice           | 49029      |                 | 24,35            | 1 317 (2022)                      | 54                 |
| Brissac Loire Aubance           | 49050      |                 | 120,89           | 11 000 (2022)                     | 91                 |
| Chalonnes-sur-Loire             | 49063      | Chalonnais      | 38,35            | 6 541 (2022)                      | 171                |
| Champtocé-sur-Loire             | 49068      | Champtocéens    | 36,76            | 1 837 (2022)                      | 50                 |
| Chaudefonds-sur-Layon           | 49082      | Califontains    | 14,77            | 941 (2022)                        | 64                 |
| Denée                           | 49120      | Denéens         | 15,6             | 1 448 (2022)                      | 93                 |
| Les Garennes sur Loire          | 49167      |                 | 25,25            | 4 670 (2022)                      | 185                |
| Mozé-sur-Louet                  | 49222      | Mozéens         | 25,53            | 2 033 (2022)                      | 80                 |
| La Possonnière                  | 49247      | Possonnéens     | 18,36            | 2 478 (2022)                      | 135                |
| Rochefort-sur-Loire             | 49259      | Rochefortais    | 28,01            | 2 332 (2022)                      | 83                 |
| Saint-Germain-des-Prés          | 49284      | Germanopratains | 19,76            | 1 396 (2022)                      | 71                 |
| Saint-Jean-de-la-Croix          | 49288      | Jeanicrussiens  | 1,83             | 225 (2022)                        | 123                |
| Saint-Melaine-sur-Aubance       | 49308      | Melainois       | 5,11             | 2 209 (2022)                      | 432                |
| Terranjou                       | 49086      |                 | 57,05            | 3 885 (2022)                      | 68                 |
| Val-du-Layon                    | 49292      | Layonvalois     | 29,63            | 3 508 (2022)                      | 118                |

### Démographie
| 1968   | 1975   | 1982   | 1990   | 1999   | 2007   | 2012   | 2017   |
| ------ | ------ | ------ | ------ | ------ | ------ | ------ | ------ |
| 33 678 | 34 896 | 39 527 | 43 167 | 46 365 | 51 952 | 55 109 | 56 253 |

## Administration

### Siège
Le siège de la communauté de communes est situé à Saint-Georges-sur-Loire.

### Les élus
Le conseil communautaire se compose de 53 membres, représentant chacune des communes membres et élus pour une durée de six ans.
Ils sont répartis comme suit :
| Nombre de délégués | Communes |
| ------------------ | --- |
| 1                  | Aubigné-sur-Layon, Chaudefonds-sur-Layon, Saint-Jean-de-la-Croix |
| 2                  | Beaulieu-sur-Layon, Blaison-Saint-Sulpice, Champtocé-sur-Loire, Denée, Mozé-sur-Louet, La Possonnière, Rochefort-sur-Loire, Saint-Germain-des-Prés, Saint-Melaine-sur-Aubance |
| 3                  | Saint-Georges-sur-Loire, Terranjou, Val-du-Layon |
| 4                  | Les Garennes sur Loire |
| 5                  | Bellevigne-en-Layon, Chalonnes-sur-Loire |
| 9                  | Brissac Loire Aubance |

### Présidence
| Période                                  | Période                      | Identité       | Étiquette | Qualité                                           |
| ---------------------------------------- | ---------------------------- | -------------- | --------- | ------------------------------------------------- |
| 12 janvier 2017                          | En cours (au 4 octobre 2020) | Marc Schmitter | DVG       | Adjoint au maire de Chalonnes-sur-Loire ( → 2020) |
| Les données manquantes sont à compléter. |                              |                |           |                                                   |

### Compétences
La communauté de communes Loire Layon Aubance a pour vocation de réunir les forces de plusieurs communes. Domaines d'intervention de l'établissement public de coopération intercommunale (EPCI) CC Loire Layon Aubance :
- aménagement du territoire,
- assainissement,
- culture,
- développement économique et emploi,
- développement touristique,
- espaces verts,
- gestion des déchets,
- logement,
- sport et loisir,
- voirie.

### Régime fiscal et budget
Le régime fiscal de la communauté de communes est la fiscalité professionnelle unique (FPU).